# Dominion Atlantic Railway
Dominion Atlantic Railway era una storica società ferroviaria canadese che operava mediante una rete ferroviaria sita nella parte occidentale della Nuova Scozia e in particolare nel distretto agricolo di Annapolis Valley.
La sede principale della società era a Londra fino al 1912; in seguito Montréal, Quebec ma la sede operativa fu sempre Kentville, in Nuova Scozia, dove la ferrovia mantenne una propria identità e un elevato grado di autonomia fino alla fine della trazione a vapore. Il logo della compagnia incorporava la scritta "Land of Evangeline Route"; Evangeline è la protagonista del poema "A Tale of Acadie" pubblicato nel 1847 da Henry Wadsworth Longfellow.
Dominion Atlantic era una società dagli interessi variegati in quanto operava oltre che con i suoi treni anche con una propria catena alberghiera, una linea di piroscafi e un treno di lusso, denominato "Flying Bluenose". Ebbe di fatto un ruolo importante nello sviluppo del turismo e dell'agricoltura della Nuova Scozia. Dal 1911 passò sotto il controllo della Canadian Pacific Railway.

## Storia

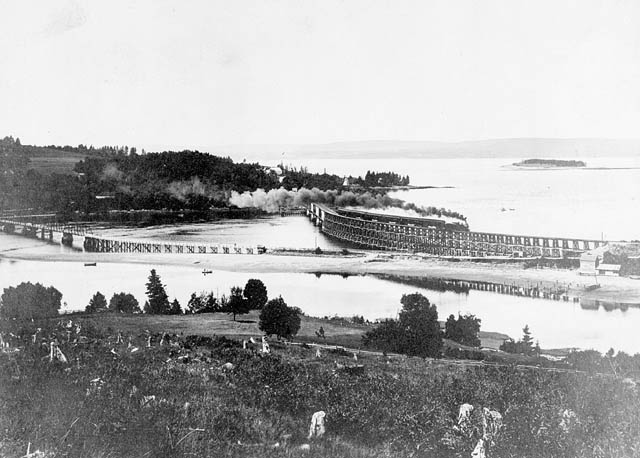
Il 'Flying Bluenose' della Dominion Atlantic Railway in transito sul viadotto sul Bear River, nell'Annapolis Basin

### Premesse: la nascita per fusione
La DAR fu creata il 1º ottobre 1894 mediante la fusione di due società esercenti due linee ferroviarie contigue, la Windsor and Annapolis Railway (W&A) a la Western Counties Railway (WCR). La prima delle due, la W&A, aveva in precedenza acquistato la rivale WCR per la somma di 265.000 $. La fusione fu autorizzata dalle autorità provinciali nel 1893.
La W&A era proprietaria della linea tra le città portuali di Windsor e Annapolis Royal; possedeva anche i diritti di transito dalla Intercolonial Railway of Canada (IRC) per operare nella "Windsor Branch" tra Windsor Junction e Windsor, nonché sulla linea principale IRC da Windsor Junction fino ad Halifax. La WCR eserciva la linea tra Yarmouth e Digby; rimaneva quindi una lacuna di circa 34 km tra Annapolis Royal e Digby; nel 1892, con finanziamenti governativi, venne aperto il tratto mancante stabilendo un continuum ferroviario da Yarmouth ad Halifax. L'opera consentiva ai viaggiatori di trasferirsi da Halifax a Boston usando, il treno The Flying Bluenose fino a Yarmouth e, imbarcatisi sui battelli a vapore a Yarmouth, giungevano a Boston entro il tempo di 24 ore.

### Espansione della Dominion Atlantic
Nonostante la linea della Dominion Atlantic fosse collegata al suo terminale di Windsor alla stazione Intercolonial, l'IRC raramente operava su tale linea lasciando alla DAR il compito di assicurare i collegamenti oltre Windsor Junction. La DAR acquisiva anche il traffico della Nova Scotia Central Railway (NSCR), della Middleton e Victoria Beach Railway (M & VBR) a Middleton e della Halifax and South Western Railway (H & SW) a Yarmouth.
La DAR acquisì anche la diramazione a nord di Kentville fino a Kingsport, l'ex Cornwallis Valley Railway che era stata completata nel 1889. Fu acquistata anche l'estensione verso ovest, iniziata nel 1905 da un bivio a Centreville come North Mountain Railway in direzione ovest fino a Weston e completata nel 1914.
Nel 1905 la DAR acquistò la Midland Railway che stabiliva una connessione più diretta tra Windsor e la rete Intercolonial a Truro dove si attestavano le linee verso est dirette a Pictou e Isola di Cape Breton e ad ovest per Nuovo Brunswick.

### La DAR sotto il controllo Canadian Pacific Railway

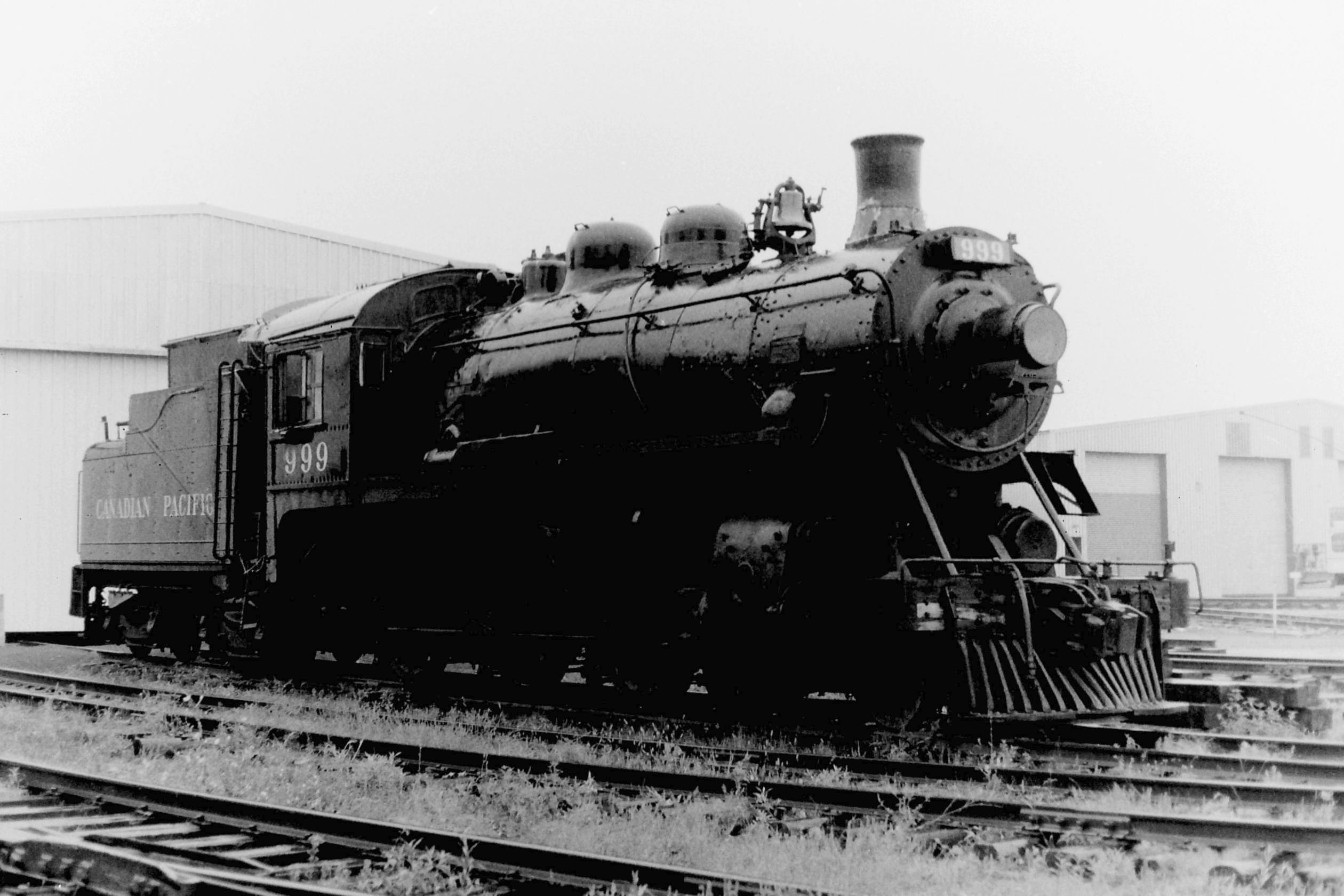
Canadian Pacific Railway N. 999 nel Canadian Railway Museum di Montreal. Fu in servizio sulla Dominion Atlantic Railway tra 1937 e 1953. Donata al museo nel 1963

Il 13 novembre 1911, la DAR e tutte le sue controllate furono acquisite dalla Canadian Pacific Railway (CPR). Con tale operazione la CPR si garantì l'accesso al porto di Halifax. La nuova proprietà tuttavia mantenne la "corporate identity" DAR per molti decenni lasciandole anche una certa autonomia operativa motivata dalla notorietà acquisita dalla compagnia in vari settori.
George Graham, uno dei dirigenti DAR più attivi, fu nominato Direttore Generale nel 1915 del nuovo assetto con l'obbiettivo di estendere l'attività della società. Importanti investimenti furono effettuati in locomotive e strutture di servizio. Graham promosse anche la costruzione del Grand-Pré National Historic Site e di una catena di hotel ferroviari DAR tra cui il "Digby Pines Resort", il "Cornwallis Inn" di Kentville e il "Lord Nelson Hotel" di Halifax.
Durante la prima guerra mondiale la DAR svolse un ruolo importante in quanto usata per il trasporto di un gran numero di truppe dalla principale base di addestramento del Canadian Army di Kentville all'Aldershot Military Camp. Un treno ospedale DAR fu tra i primi a correre per i soccorsi dopo l'Esplosione di Halifax del 1917.
L'importanza della rete DAR aumentò durante la seconda guerra mondiale in quanto unico vettore ferroviario a supporto della nave addestramento HMCS Cornwallis della Royal Canadian Navy e delle basi operative di Annapolis Basin, RCAF stazione Greenwood, RCAF stazione Stanley e dell'Aldershot Military Camp.

### Ammodernamento nel secondo dopoguerra
Nel secondo dopoguerra la DAR iniziò la sostituzione delle locomotive a vapore con quelle a motore Diesel anche se in ritardo rispetto alle compagnie omologhe del Nord America a motivo della disponibilità di carbone estratto in Nuova Scozia. Vennero sperimentate due diesel-elettriche ALCO S-3 per diversi mesi, poi messe in servizio il 1º luglio 1956. In seguito dieci locomotive EMD SW 1200RS vennero immesse nel mese di aprile 1959 ma una locomotiva a vapore fu trattenuta in servizio intorno a Kentville fino al 1961. La CPR, nell'agosto 1956, introdusse anche due automotrici di costruzione Budd per ridurre i costi di gestione dei propri servizi di trasporto passeggeri in precedenza trainati da locomotive a vapore.

### Crollo del traffico commerciale; tagli e dismissioni
La progressiva diminuzione del numero di passeggeri avvenuta alla fine degli anni cinquanta e il crollo del traffico merci di esportazione delle mele della valle di Annapolis portò alla riduzione del servizio ferroviario. I collegamenti con navi a vapore DAR sul Minas Basin e nel Golfo del Maine furono abbandonati ma fu mantenuto il traghettamento di passeggeri e auto tra Digby e Saint John. Dato il calo delle presenze venne messa in vendita la catena alberghiera e il Parco Grand Pré nel 1957. 

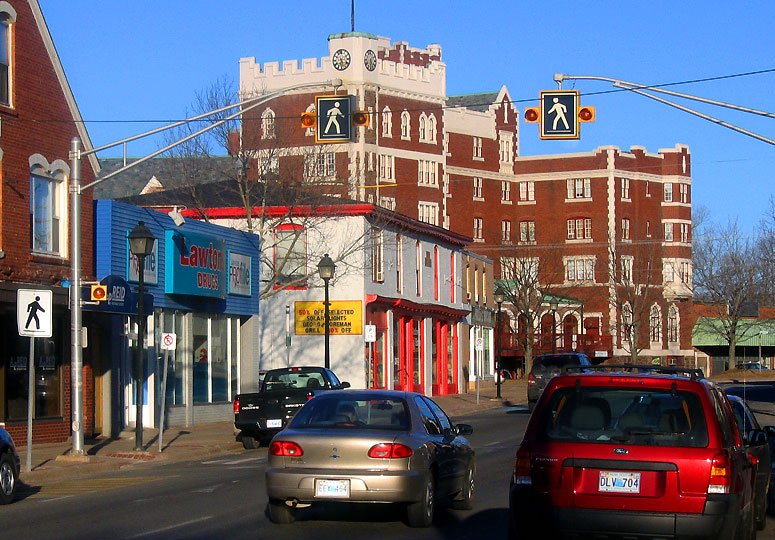
Il Cornwallis Inn di Kentville: una delle ex-proprietà DAR

Dagli anni settanta la DAR iniziò a vendere le sue infrastrutture a ovest di Kentville ridotte ormai a regime di raccordi ferroviari. La linea, ex-Cornwallis Valley, di diramazione a nord di Kentville per Kingsport e Weston fu dismessa il 31 gennaio 1961 per mancanza di traffico passeggeri e ridotta anch'essa ad un raccordo di alcuni km per Steam Mill Village.
In seguito alla costruzione, con fondi statali, dell'autostrada parallela a pedaggio "Highway 101" tra Halifax e Kentville la Canadian Pacific ridusse il proprio servizio passeggeri a livelli minimi tra Halifax e Yarmouth e tra Windsor e Truro. Nel 1969 in accordo con i governi provinciali e federali, la CPR costruì un nuovo traghetto per passeggeri e auto per il servizio tra Digby e Saint John mentre il governo costruiva i nuovi terminal traghetti e le strade di collegamento. Tuttavia i nuovi terminal dei traghetti non permettevano più l'arrivo dei binari direttamente sul molo impedendo quello che prima era la norma, l'accesso diretto dal treno passeggeri al traghetto; tale decisione provocò un ulteriore calo del numero di passeggeri trasportati per ferrovia.
L'unico traffico attivo rimase quello di trasporto del gesso estratto ad est di Windsor e trasportato agli impianti portuali di Hantsport, in virtù della forte domanda del mercato immobiliare nordamericano in espansione negli anni del dopoguerra. Prima dell'ampliamento del porto di Hantsport il gesso veniva trasportato fino a Deep Brook, nel bacino di Annapolis.
Nel 1978 la responsabilità finanziaria per i servizi passeggeri della Halifax-Yarmouth fu conferita a VIA Rail. Il servizio passeggeri Windsor-Truro con treno misto, considerato non essenziale, fu soppresso declassando la linea a raccordo merci. Il servizio passeggeri per Halifax venne riorganizzato da VIA Rail e riprese a salire dopo il cambio di programma del 1983 che prevedeva la possibilità nel corso della giornata di un viaggio di andata e ritorno per Halifax da ciascun punto della linea e altri collegamenti migliorati. VIA Rail iniziò anche una campagna promozionale del turismo con un treno denominato Evangeline. Nel 1984 il traffico tra Halifax e Yarmouth era quadruplicato con una media di oltre 100 passeggeri per viaggio. Il treno Evangeline sopravvisse fino al 15 gennaio 1990; venne soppresso in seguito al drastico taglio dei finanziamenti previsto dal bilancio federale 1989.

### Declino della ferrovia nel sud ovest della Nuova Scozia

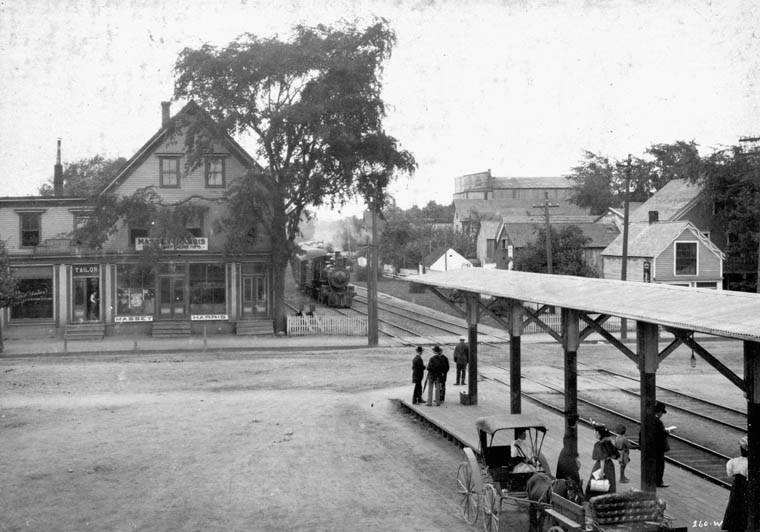
Treno passeggeri DAR in arrivo a Kentville, intorno al 1910

Nel 1981 Canadian National Railway abbandonò il percorso (ex-Halifax and Southwestern Railway) che si collegava alla linea DAR a Yarmouth e a Middleton via Bridgewater. Il 22 maggio 1986, la DAR abbandonò anche le sue tratte tra Truro e Mantua, poco ad est di Windsor; il tratto rimasto continuò a servire una cava di gesso.
Nel 1988 Canadian Pacific Railway annunciò la costituzione di una nuova divisione controllata, denominata Canadian Atlantic Railway, che avrebbe raggruppato tutti i servizi in perdita ad est di Montreal delle linee DAR e CPR di New Brunswick, Maine e Quebec orientale. Non era prevedibile una rinascita del traffico passeggeri e merci sulle linee ad ovest di Kentville in quanto la costruzione della Highway 101 tra Kentville e Yarmouth tra metà e fine 1980 aveva spostato il traffico irreversibilmente; oltre a ciò alcuni grandi ponti in ferro della ferrovia erano in condizioni precarie di manutenzione e richiedevano grandi somme da investire. Nel 1989 erano pochi i treni che percorrevano la linea DAR; il 15 gennaio 1990 fu disposto il taglio dei servizi ferroviari Via Rail da parte del governo del primo ministro Brian Mulroney e il servizio tra Halifax e Yarmouth fu abolito.
Il 27 marzo del 1990, CPR abbandonò il tracciato occidentale della DAR da Kentville a Yarmouth, concentrando gli sforzi sulla più redditizia estremità orientale che trasportava il gesso e serviva un conglomerato industriale a New Minas e su un breve residuo della linea di Kingsport tra Kentville e Steam Mill Village. Il 16 settembre del 1993 la DAR effettuò l'ultimo treno merci da Kentville e il mese successivo arretrò il suo capolinea più occidentale a New Minas. Nello stesso mese le strutture di rimessaggio delle locomotive furono spostate definitivamente da Kentville a Windsor.

### Fine e smembramento della rete DAR
Nel 1993 CPR annunciò l'intenzione di vendere la sussidiaria Canadian Atlantic Railway (che includeva la DAR). Mentre la parte di rete di New Brunswick e Quebec sarebbe stata abbandonata a fine dicembre 1994, la linea DAR fu venduta a Iron Road Railways, proprietario della Bangor and Aroostook Railroad. La DAR effettuò gli ultimi suoi quattro treni venerdì, 26 agosto 1994, a soli 36 giorni dal compimento del suo centenario.
Windsor e Hantsport Railway, il successivo proprietario, iniziò l'attività il 27 agosto 1994 mantenendo il servizio ferroviario sulle tratte rimaste in opera tra Windsor e New Minas, compreso il resto della linea di Truro che serviva le grandi cave di gesso alcuni chilometri a est di Windsor e sul "Windsor Branch" per Windsor Junction dove trovava collegamento con la linea principale Canadian National Halifax-Montreal. La W & HR assunse in locazione, fino al 2013, la gestione del Windsor Branch dalle ferrovie nazionali (CN).

## Attività della compagnia

### Trasporto di passeggeri e turismo

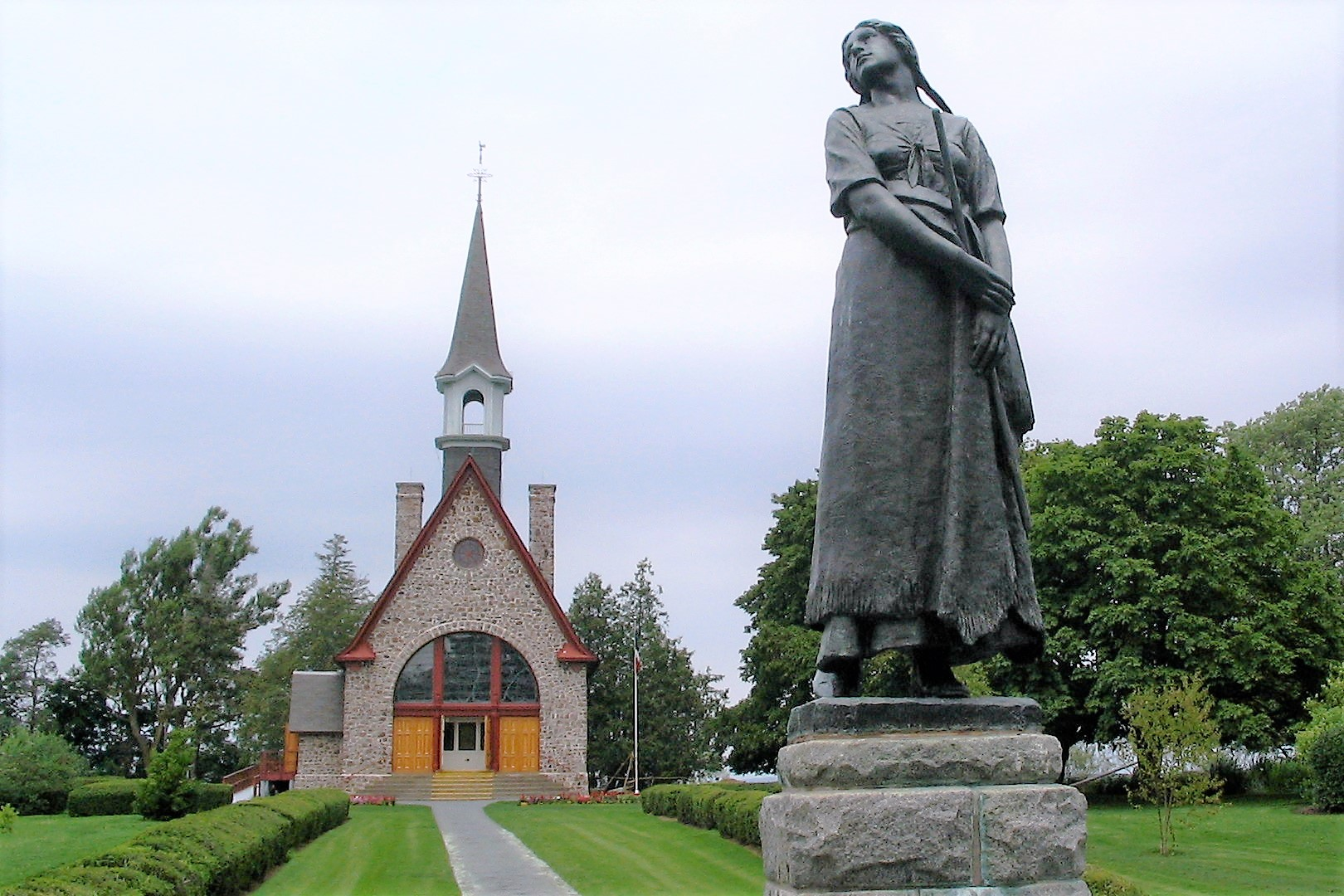
Parco Grand Pré, chiesa e monumento a Evangeline

La DAR sfruttava i suoi collegamenti con nave a vapore per incrementare il traffico ferroviario di passeggeri anche mediante una larga offerta di treni coincidenti misti e espressi; proseguendo nella politica del predecessore W & A, la DAR istituì alcuni importanti treni con denominazione quali il Flying Bluenose e il New Yorker di collegamento estivo con piroscafi per Boston e New York. La ferrovia fu la prima in Canada ad acquistare carrozze confortevoli e con letti della società Pullman.
Seguendo i temi promozionali delle società di navigazione a vapore di Yarmouth e la tematica del poema di Henry Wadsworth Longfellow la DAR sviluppò una propria immagine identificandosi come la ferrovia della "Terra del percorso di Evangeline" includendo tale motto nel proprio logo e in manifesti, cartoline, libri, locomotive denominate. Fu creato uno stemma araldico raffigurante Evangeline che trovò impiego in tutte le pubblicazioni DAR e nella maggior parte delle locomotive. La DAR acquistò anche dei terreni al Grand-Pré National Historic Site nel 1917 per costruirvi un ampio giardino e una chiesa dedicata alla memoria degli Acadiani che, da destinazione turistica, si è evoluta in santuario acadiano.
Il successo di tali iniziative promosse la crescita del traffico passeggeri, salito a oltre 200.000 presenze annue nel primo quinquennio dall'istituzione.

### Servizi marittimi

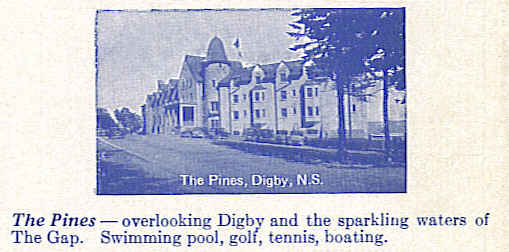
L'hotel di punta della DAR, il Digby Pines nel 1936

La DAR mantenne un collegamento strategico tra Halifax e la Baia di Fundy e i porti di Windsor, Digby e Yarmouth. Componente chiave per il traffico passeggeri e merci della DAR erano i collegamenti con i vari traghetti che operavano per lo più da Digby e Yarmouth. Un servizio più modesto era operativo attraverso il Minas Basin dai porti minori di Kingsport e Wolfville.
Nel 1901 la DAR era proprietaria e gestiva nove navi a vapore nella Baia di Fundy e i servizi del Minas Basin, con le linee tra Digby e Saint John, con collegamenti alle ferrovie CPR e IRC, e tra Kingsport-Parrsboro-Wolfville colleganti, a Parrsboro la linea di Springhill della Cumberland Railway.
Nel 1904, il servizio fu ampliato con l'utilizzo di tre piroscafi usati per includere i servizi, nel Golfo del Maine, tra Yarmouth e Boston e tra Yarmouth e New York. Questi servizi promossero la DAR in prima linea nel campo del turismo nascente della Nuova Scozia; in seguito la compagnia costruì un hotel a Digby, il Digby Pines Resort e il Cornwallis Inn a Kentville.
Dopo che, nel 1911, Canadian Pacific Railway acquistò la DAR cedette alcuni dei suoi collegamenti con navi a vapore, come quelli di Yarmouth, ma ne espanse altri, tra cui il percorso Digby-Saint John, che ebbe nuove grandi navi a vapore.

### Trasporto merci e industria delle mele

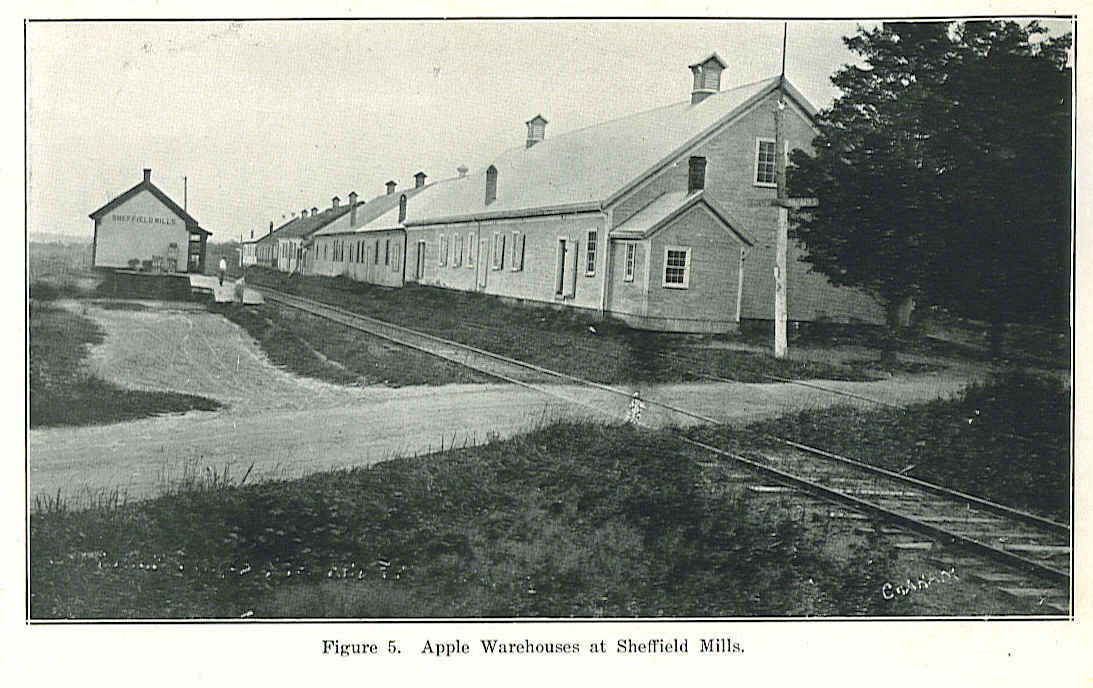
Grandi depositi di mele e frutta a Sheffield Mills, circa 1903

La DAR fu strettamente legata all'industria delle mele dell'Annapolis Valley. L'arrivo della ferrovia negli anni sessanta del XIX secolo trasformò l'attività legata alle coltivazioni di mele da affare locale a industria di larga esportazione con spedizione via mare di milioni di barili l'anno, divenendo il maggiore spedizioniere di mele del Regno Unito.
Dopo una breve crisi durante la prima guerra mondiale, il trasporto di mele raggiunse il suo picco massimo nel 1930. Oltre 150 magazzini di mele furono costruiti lungo la linea principale DAR e le sue diramate. Per molti decenni ancora, il periodo da settembre ad aprile fu caratterizzato da un traffico merci pesante di trasporto delle mele dai magazzini alle navi a vapore oceaniche al porto di Halifax. Durante la seconda guerra mondiale avvenne il crollo del traffico e la Nuova Scozia non riacquistò più la sua quota di mercato europeo. L'industria della mela di Nuova Scozia, dopo la guerra, si stabilizzò definitivamente su scala più piccola utilizzando la ferrovia per spedire mele e frutta fino al 1970.

## Tutela del patrimonio DAR e cultura

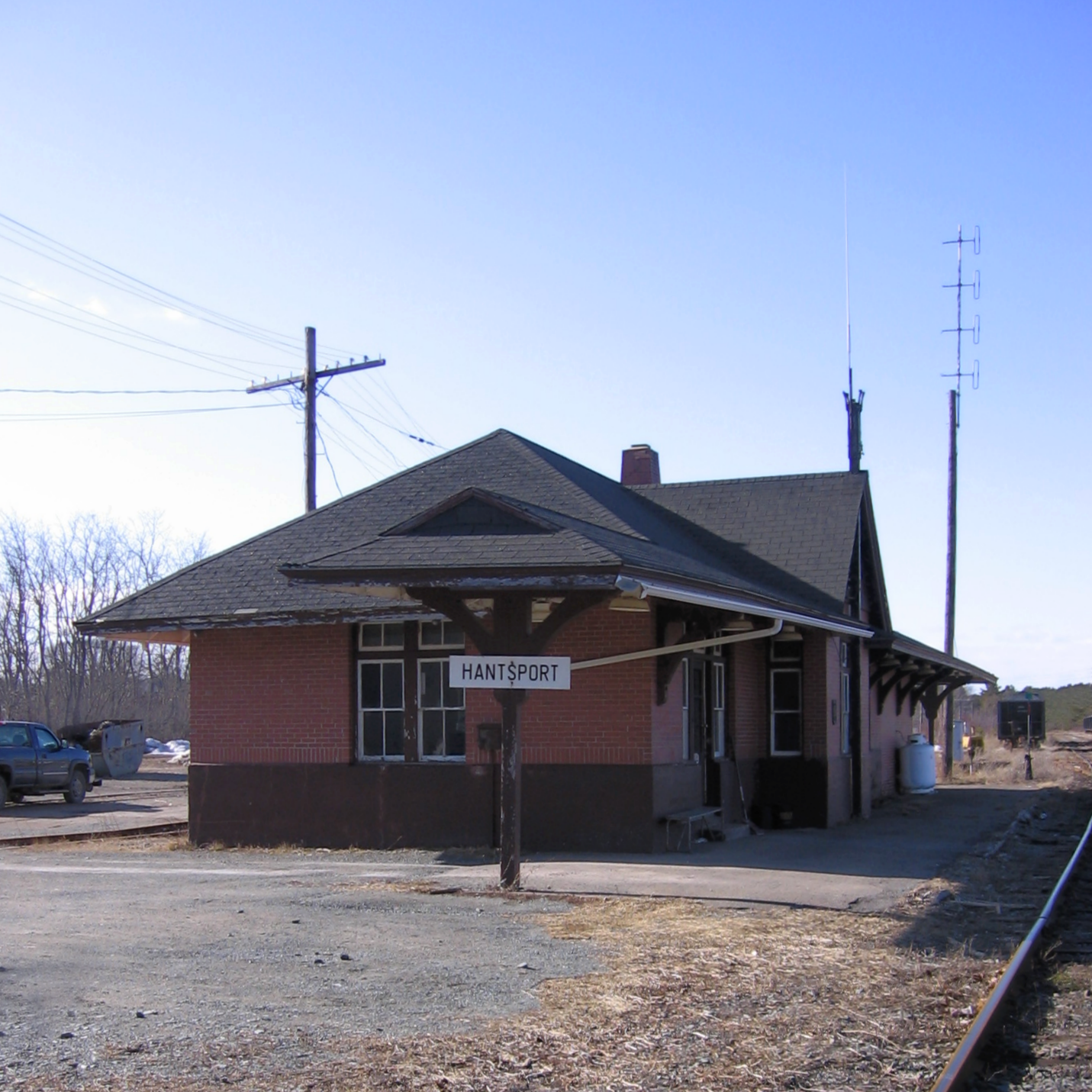
La stazione dismessa DAR di Hantsport, Nuova Scozia è un edificio storico protetto dalla legge federale

Un certo numero di stazioni DAR è stato restaurato adattandole alla riutilizzazione, come biblioteca comunale a Wolfville, ristorante a Bridgetown e museo a Middleton. Due stazioni, Hantsport e Wolfville, sono state inserite tra gli edifici protetti dal governo federale, designati dalla legge del 1992 definita "Heritage Railway Stations Protection Act".
Solo una locomotiva a vapore DAR è stata conservata, la n. 999 Fronsac, presso il Museo Ferroviario Canadese di Delson. La "business car" Nova Scotia è conservata presso il Toronto Railway Museum mentre una carrozza passeggeri, la n. 1303 Micmac, è conservata presso il Canada Science and Technology Museum di Ottawa. Un rotabile combinato spazzaneve (usato per il servizio ferroviario misto Windsor-Truro fino al 1978) è conservato presso il Museo Ferroviario Musquodoboit a Musquodoboit Harbour.
.
Un monumento a Vernon Smith, l'ingegnere ferroviario che costruì o progettò molte delle linee fu costruita nel parco realizzato sul sedime del tratto costiero della linea DAR a Wolfville nel 2013..
Un caso a parte è Kentville, una volta sede principale della DAR, che ha praticamente cancellato ogni traccia della storica ferrovia. La grande stazione a 2 piani del DAR che ospitava gli uffici direzionali della ferrovia, la più antica stazione della Nuova Scozia e una delle più antiche stazioni ferroviarie in legno del Canada fu demolita nel 1990. Nel maggio 2007 furono approntati i piani per demolire l'ultima struttura ferroviaria superstite della città, la rimessa circolare a dieci stalli. A nulla valsero le proteste di gruppi come la Nova Scotia Heritage Railway Society in quanto la struttura era l'ultima in tutta la Nuova Scozia e una delle ultime in Canada ed era ancora in ottimo stato;  si chiedeva la riconversione per scopi pubblici o commerciali. Fu demolita tra 9 e 10 luglio 2007.
.
Oltre alla sua grande influenza sul turismo e sul patrimonio ambientale della Nuova Scozia, Dominion Atlantic ha anche ispirato diverse generazioni di scrittori. Il poeta canadese Charles G. D. Roberts scrisse un libro in prosa e versi che fu sponsorizzato dalla ferrovia nel 1900.
Dominion Atlantic ebbe un posto di rilievo anche nel libro Blomidon Rose, uno sguardo nostalgico alla vita e al paesaggio dell'Annapolis Valley degli anni trenta,  di Esther Clark Wright.
Nel classico canadese, La montagna e la Valle di Ernest Buckler, la ferrovia venne descritta quale importante simbolo di cambiamento e di apertura al mondo esterno. La ferrovia ispirò la poesia "Dominion Atlantic Railway" del poemetto giovanile di George Elliot Clarke, Saltwater Spirituals and Deeper Blues.

### Fonti a stampa
- (EN)  Charlotte Gray, The Museum Called Canada: 25 Rooms of Wonder, Random House, 2004.
- (EN)  Margeurite Woodworth, History of the Dominion Atlantic Railway, pp. 105-108, Kentville, 1936.
- (EN)  Gary W. Ness, Canadian Pacific's Dominion Atlantic Railway, Calgary, Alberta, Nimbus Publishing. ISBN 9781771081689
- (EN)  Margeurite Woodworth, History of the Dominion Atlantic Railway, The Dominion Atlantic Railway Steamships, pp. 109-122, Kentville, 1936.
- (EN)  Jennifer Kressner, The Development of the Annapolis Valley Apple Industry and the Dominion Atlantic, Mount Saitn Vincent University, 1990.
- (EN)  Shirley Woods, Cinders and Saltwater: The Story of Atlantic Canada's Railway, p. 137, Nimbus, 1992.
- (EN)  Graham Metson, The Halifax Explosion, p. 42, McGraw Hill Ryerson, 1978.
- (EN)  Omer Lavallee, Canadian Pacific in the East, volume 2, p. 3, Calgary, Alberta, B.R.M.N.A, 1989.
- (EN)  Canadian Trackside Guide, Ottawa, Bytown Railway Society, 2008.
- (EN)  Charles G.D. Roberts,, The Land of Evangeline and Gateways Thither, Dominion Atlantic Railway, 1900.
- (EN)  David Othen, Dominion Atlantic Railway, The final 25 years, Darmouth, Blurb inc., 2009. ISBN 978-0-9867035-2-2

### Fonti sul web
- (EN) George E. Graham, in Dominion Atlantic Railway Digital Preservation Initiative, su dardpi.ca.
- (EN) Jay White, Canada's Ocean Playground: The Tourism Industry in Nova Scotia, 1870-1970, su novascotia.ca.
- (EN) Nova News Now, Sculpture Unveiled in Wolfville, su novanewsnow.com (archiviato dall'url originale il 23 settembre 2013).
- (EN) Nova Scotia Railway Heritage Society, su novascotiarailwayheritage.com.